# かけらライオ
かけらライオは、Meg、Nobの2人で構成される日本の音楽ユニット。

## 概要
かけらライオの結成は2012年8月、活動は2012年12より。メンバーであるMegとNobはともに宮城県大崎市三本木出身。

## 来歴

### 活動
2012年（平成24年）
- 12月　初ライブを@enn 3rdにて行う。

2013年（平成25年）
- 7月7日、1st mini album「Shooting Star」をリリース。（2013年10月より全国流通）
- 7月、iTunesでの全曲配信開始
- 7月、宮城県内にある9つの店舗にてCDの販売を開始
- 7月、ANA国際線機内ビデオ番組『Music Video Collection』 の8月号プログラムに「Shooting Star」MVが収録。
- 8月24日、24時間テレビ「愛は地球を救うチャリティーコンサート」勾当台公園会場で、ステージ出演
- 8月30日、BARKSでのインタビューがYahooニュースに掲載。
- 9月1日、「Shooting Star」発売記念ライブを皮切りに、宮城県の各所を中心に年間約120本のライブを行っている。

2014年（平成26年）
- 2月3日～9月28日、仙台放送にて1st mini album「Shooting Star」のテレビCMを放映。（使用楽曲はGoodbye my yesterdays）
- 4月14日、FM76.2ラジオ3にて30分ラジオ番組「かけらライオのかけラジオ」を放送開始（2014年11月24日放送終了）

2015年（平成27年）
- 8月8日、1st full album「いろいろないろ」リリース。

## バンド名
『かけらライオ』というバンド名は、Megの姉のニックネーム（『オレの願いを聞いてくれ流れ星の梅干しのサッカーゴールの中の
ウジ虫ベンジョンソンかけらライオン』）より一部を引用したもの。
当初は『かけらライオン』だったが、話し合いの中で出た「かけらだから、欠けていた方がいい」との意見が採用され、現在の名称となった。

## 作品

### ミニアルバム
|     | タイトル      | リリース日   | 規格 | 販売生産番号(EAN)              | 収録トラックNo | 収録曲                 |
| --- | ------------- | ------------ | ---- | ------------------------------ | -------------- | ---------------------- |
| 1st | Shooting Star | 2013年7月7日 | CD   | 4571494810018 （インディーズ） | 01             | feel                   |
| 1st | Shooting Star | 2013年7月7日 | CD   | 4571494810018 （インディーズ） | 02             | Shooting Star          |
| 1st | Shooting Star | 2013年7月7日 | CD   | 4571494810018 （インディーズ） | 03             | 一厘の花               |
| 1st | Shooting Star | 2013年7月7日 | CD   | 4571494810018 （インディーズ） | 04             | 砂時計                 |
| 1st | Shooting Star | 2013年7月7日 | CD   | 4571494810018 （インディーズ） | 05             | good bye my yesterdays |

### フルアルバム
|     | タイトル       | リリース日   | 規格 | 販売生産番号(EAN)              | 収録トラックNo | 収録曲               |
| --- | -------------- | ------------ | ---- | ------------------------------ | -------------- | -------------------- |
| 1st | いろいろないろ | 2015年8月8日 | CD   | 4571494810025 （インディーズ） | 01             | 虹色                 |
| 1st | いろいろないろ | 2015年8月8日 | CD   | 4571494810025 （インディーズ） | 02             | morning              |
| 1st | いろいろないろ | 2015年8月8日 | CD   | 4571494810025 （インディーズ） | 03             | 星降る夜             |
| 1st | いろいろないろ | 2015年8月8日 | CD   | 4571494810025 （インディーズ） | 04             | BIKE                 |
| 1st | いろいろないろ | 2015年8月8日 | CD   | 4571494810025 （インディーズ） | 05             | シュレディンガーの猫 |
| 1st | いろいろないろ | 2015年8月8日 | CD   | 4571494810025 （インディーズ） | 06             | あなたへ             |
| 1st | いろいろないろ | 2015年8月8日 | CD   | 4571494810025 （インディーズ） | 07             | 時間の中で           |
| 1st | いろいろないろ | 2015年8月8日 | CD   | 4571494810025 （インディーズ） | 08             | なみだ曜日           |
| 1st | いろいろないろ | 2015年8月8日 | CD   | 4571494810025 （インディーズ） | 09             | 仲直り               |
| 1st | いろいろないろ | 2015年8月8日 | CD   | 4571494810025 （インディーズ） | 10             | 手紙                 |

## タイアップ
|   | 使用楽曲               | タイアップ名称                                            |
| 1 | good bye my yesterdays | 仙台放送テレビ番組「杜の都ドッキリ協会」ED                |
| 2 | 手紙                   | 2015年 ミス・ユニバース・ジャパン宮城大会公式テーマソング |
| - | ---------------------- | --------------------------------------------------------- |